# Магомедов, Хайбула Халилулаевич
Хайбула Халилулаевич Магомедов (род. 11 января 1990, Махачкала, РСФСР, СССР) — российский дзюдоист, самбист и представитель универсального боя, многократный призёр чемпионатов России. Чемпион Европы и России по универсальным боям.

## Спортивная карьера
В ноябре 2013 года в Новом Уренгое стал обладателем Кубка России. В январе 2015 года стал серебряным призёром Открытого Кубка Африки в Тунисе. В апреле 2015 года в Медыне стал победителем чемпионами России по универсальному бою «лайт». В ноябре 2015 года в том же Медыне чемпионат мира по универсальному бою. В сентябре 2017 года стал бронзовым призёром чемпионата России в Нальчике. В феврале 2018 года стал бронзовым призёром Открытого турнира Европы в Софии.

## Спортивные результаты
- Первенство России по дзюдо среди юношей 2007 — ;
- Первенство Европы по дзюдо среди юношей 2007 — ;
- Первенство России по дзюдо среди юношей 2008 — ;
- Первенство России по дзюдо среди юниоров 2010 — ;
- Первенства Европы по дзюдо 2011 года среди молодежи до 23 лет — ;
- Чемпион мира по универсальным боям 2015 — ;
- Чемпионат России по универсальным боям 2015 — ;
- Чемпионат России по дзюдо 2016 года — ;
- Чемпионат России по дзюдо 2017 года — ;
- Чемпионат России по дзюдо 2019 года — ;
- Чемпионат России по дзюдо 2021 года — ;